# 市谷山伏町
市谷山伏町（日语：／ Ichigaya-yamabushichō */?）是東京都新宿區的町名。住居表示實施地區，未設定丁目。2013年8月1日為止的人口有441人。郵遞區號為162-0857。

## 地理
位於新宿區東部。南與市谷甲良町之間以大久保通為界，北臨辯天町與南榎町，東接北山伏町，西連市谷柳町。大久保通旁商店眾多，其他地區主要為住宅區。區內也有許多公寓。

## 歷史
本屬牛込村，稱牛込山伏町，1872年（明治5年）分割成市谷山伏町、北山伏町、南山伏町。
1990年（平成2年），與近隣五町實施住居表示，保留舊有町名與町界。

### 地名由來
傳聞此地有眾多山伏（修驗者）居住而得名。　

## 交通
町域內沒有鐵道車站，可利用鄰近的都營大江戶線牛込柳町站。

## 設施
- 林氏墓地（江戶時代儒學家林羅山家族的墓地）
- 新宿區立市谷小學校

## 備註
1. ↑  『角川日本地名大辞典 13　東京都』、角川書店、1991年再版、P872
2. ↑  .   [2013-08-09]. （原始内容存档于2014-08-19）.

## 外部連結
- 新宿區役所 （页面存档备份，存于）